# Fritz Poitsch
Friedrich „Fritz“ Poitsch (* 15. Oktober 1926 in Füssen; † 23. Januar 1999 in Bad Aibling) war ein deutscher Eishockeystürmer und -trainer.

## Spielerkarriere
Fritz Poitsch spielte von
- 1948/49 bis 1949/50 in der Eishockeymannschaft des EV Füssen auf der Position als  Stürmer und war dort Teil der Meistermannschaft von 1949[2]
- 1950/51 beim Krefelder EV[3]
- 1952/53 bis 1957/58 beim SC Riessersee[4]
- 1961/62 beim EV Rosenheim[5]

In der Nationalmannschaft kam er zu 36 Einsätzen, darunter bei den Weltmeisterschaften 1953.

## Trainerkarriere
Als Trainer war er beim EV Rosenheim 
und beim DEC Inzell tätig.

## Ehrungen
Fritz Poitsch war Mitglied der deutschen Hall of Fame, die vom Eishockeymuseum geführt wird.